# Circa Contemporary Circus
Circa Contemporary Circus, más conocido como Circa o C!RCA, es una compañía de circo contemporáneo australiana con sede en Brisbane, que realiza producciones circenses basadas en acrobacias, movimiento, danza, música y teatro, tanto en Australia como internacionalmente. Se creó en 1987 con el nombre Rock n Roll Circus, y desde 2004 pasó a llamarse Circa Contemporary Circus bajo la dirección del director artístico, Yaron Lifschitz. Es considerada como una de las principales compañías de espectáculos del mundo, y ha sido galardonada en diferentes ocasiones con los Helpmann Awards.
Desde sus inicios, Circa ha estrenado más de 30 obras y los espectáculos itinerantes se presentan ante diversos públicos en los principales festivales y teatros del mundo, como la Academia de Música de Brooklyn (BAM) de Nueva York, el Barbican Centre de Londres, Les Nuits de Fourvière de Lyon, el Chamäleon Theatre de Berlín o el Circo Price de Madrid. Han realizado giras por más de 40 países en seis continentes y han sido vistos por más de un millón de espectadores.
Desde su conformación original de tres personas en 2003, Circa ha crecido hasta convertirse en una compañía consolidada que consta de un equipo de artistas, un equipo administrativo y un estudio de circo que ofrece programas de formación para escuelas y público en general en Brisbane. Además, se encarga de gestionar arTour, una plataforma patrocinada por el gobierno de Queensland, a través de Arts Queensland con el objetivo de apoyar a los artistas y productores escénicos para que realicen giras en Queensland y en Australia, y ayuda a los presentadores a programar obras de teatro para el público local.
Circa recibe financiación y asesoramiento artístico del gobierno de Australia a través del Australia Council for the Arts, del gobierno de Queensland, de fundaciones, empresas privadas y donaciones de particulares. Sus programas educativos con enfoque artístico están registrados en la Australian Charities and Not-for-Profits Commission (ACNC).

## Trayectoria

### Rock n Roll Circus
Los inicios de Circa se remontan a 1986, a partir de los proyectos de teatro de calle y teatro comunitario dirigidos por los colectivos locales Popular Theatre Troupe y la Street Arts Community Theatre Company, a los que se les encargó una producción que uniera teatro y circo, dando como resultado el espectáculo The Rock & Roll Circus, que se presentó en el Rialto Theatre de Queensland.
Finalizado el proyecto, los artistas, incluidos Antonella Casella, Chris Sleight, Lisa Small, Ceri McCoy, Chantal Eastwell, Robbie McNamara, Richard Teatro, Sally Herbert y más tarde Derek Ives, expresaron interés en continuar como un grupo de manera independiente y exclusivamente para hacer circo; así en 1987 liderados por Casella, productora de espectáculos y por Ives, payaso y malabarista, el colectivo se convirtió formalmente en una nueva compañía y tomando el nombre de la producción pasaron a llamarse Rock n Roll Circus. Al comienzo fue una actividad complementaria de la Street Arts Community Theatre, pero evolucionó hasta presentar su propio estilo de circo fusionado con música y teatro, independizándose y convirtiéndose en una de las principales compañías de Brisbane.
La declaración de intenciones de Rock n Roll Circus fue crear un «teatro físico de gran energía para un público ávido de emociones», basándose en el movimiento nouveau cirque de combinar elementos narrativos y temáticos a través de exhibición física. En 1988 se realizó la gira inaugural por la región de Queensland, y siguiendo la tendencia de los espectáculos de la época, durante el gobierno conservador, antisocialista y cristiano de Joh Bjelke-Petersen, presentó producciones con un marcado enfoque político sobre temas de actualidad, tales como la privación de derechos, la educación sobre el VIH/sida y la detención de jóvenes disidentes.
En 1995 Casella fundó la escuela y compañía de circo feminista Vulcana Circus.

### Yaron Lifschitz y la transición a Circa
Rock n Roll Circus disfrutó de un éxito artístico a nivel nacional y también en el extranjero, pero el nombramiento de Yaron Lifschitz como director artístico en 1999 marcó un cambio significativo de enfoque en la compañía. Lifschitz, el graduado más joven del prestigioso curso de dirección del Instituto Nacional de Arte Dramático de Australia (NIDA), vio en la compañía nuevas maneras de explorar la forma y la estética del circo. Así, la compañía se transformó y cambió su propósito artístico y su estructura muchas veces durante el periodo de 1988 a 2004.
En 2004, se llevó a cabo un cambio completo de marca que incluyó un cambio de nombre. Rock n Roll Circus adoptó el nombre Circa de la palabra en latín «círculo», por su significado «alrededor de o sobre» que representa la actitud inquisitiva y cuestionadora de la compañía; además de facilitar su reconocimiento por la similitud lingüística en otros idiomas.
Al diseñar las producciones, Lifschitz tiene en consideración la mezcla entre la dramaturgia, la música y la coreografía, sus creaciones han llevado a Circa al reconocimiento nacional e internacional, y al éxito financiero.
Muchas de las producciones de Circa se crean por encargo o en colaboración con otras organizaciones artísticas internacionales, como el Brisbane Festival, La Boite Theatre Company, y la Australian Brandenburg Orchestra. En cada producción de Circa se utilizan diferentes opciones musicales, en las que Lifschitz traslada su pasión por la música operística como un elemento básico en el trabajo de la compañía. Han actuado con música pregrabada y en vivo, con partituras de Mozart, Monteverdi y Shostakovitch, al mismo tiempo que colabora con nuevos artistas en otras creaciones.

## Premios y reconocimientos
Circa ha recibido el Helpmann Award en varias ocasiones, galardón que otorga anualmente la Helpmann Academy a las artes escénicas en Australia. En 2012 por Circa, y en 2013 por S, ambos en la categoría de mejor producción de teatro visual o físico. En 2015 por Festival of Circa, en la categoría de mejor producción regional en gira; y en 2016 por French Baroque with Circa y la Australian Brandenburg Orchestra, en la categoría de mejor concierto de cámara y/o conjunto instrumental y por Il Ritorno, junto al Brisbane Festival en la categoría de mejor producción de teatro visual o físico.
Además, en 2012 fue galardonado con el Queensland Export Award for Arts & Entertainment, que forma parte del programa nacional que reconoce a las empresas australianas dedicadas a los negocios internacionales que han logrado un crecimiento sostenible a través de la innovación y el compromiso.  En 2013 recibió el premio Sidney Myer Performing Arts Group, en la categoría de grupo, por un valor de 80.000 dólares, que busca rendir homenaje a la excelencia sobresaliente en teatro, comedia, danza, música, ópera, circo y marionetas. En 2018 le fue otorgado el PAC Australia Touring Legend, que reconoce la excelencia en el campo de las giras regionales, por  las 1.073 actuaciones y más de 100 pueblos visitados en toda Australia, desde 2010 por Circa.

Tras la colaboración de 2012 de Love-Song-Circus en el Adelaide Cabaret Festival, Katie Noonan lanzó el álbum Fierce Hearts que contenía la partitura musical y las canciones que acompañaban al espectáculo. En 2014, el álbum obtuvo una nominación a mejor banda sonora / elenco / álbum de programa en los ARIA Music Awards.

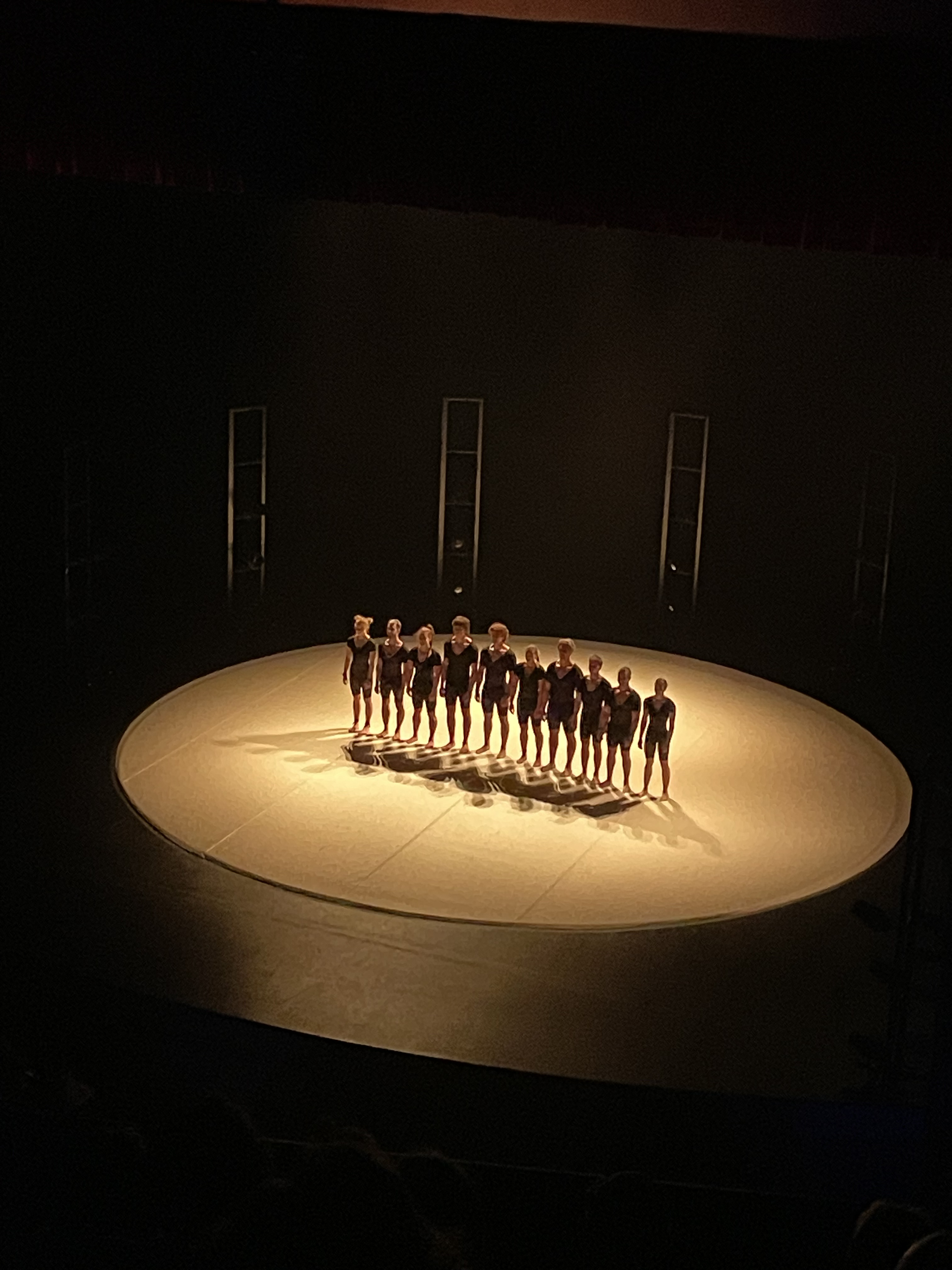
Humans 2.0 en Madrid (2024)
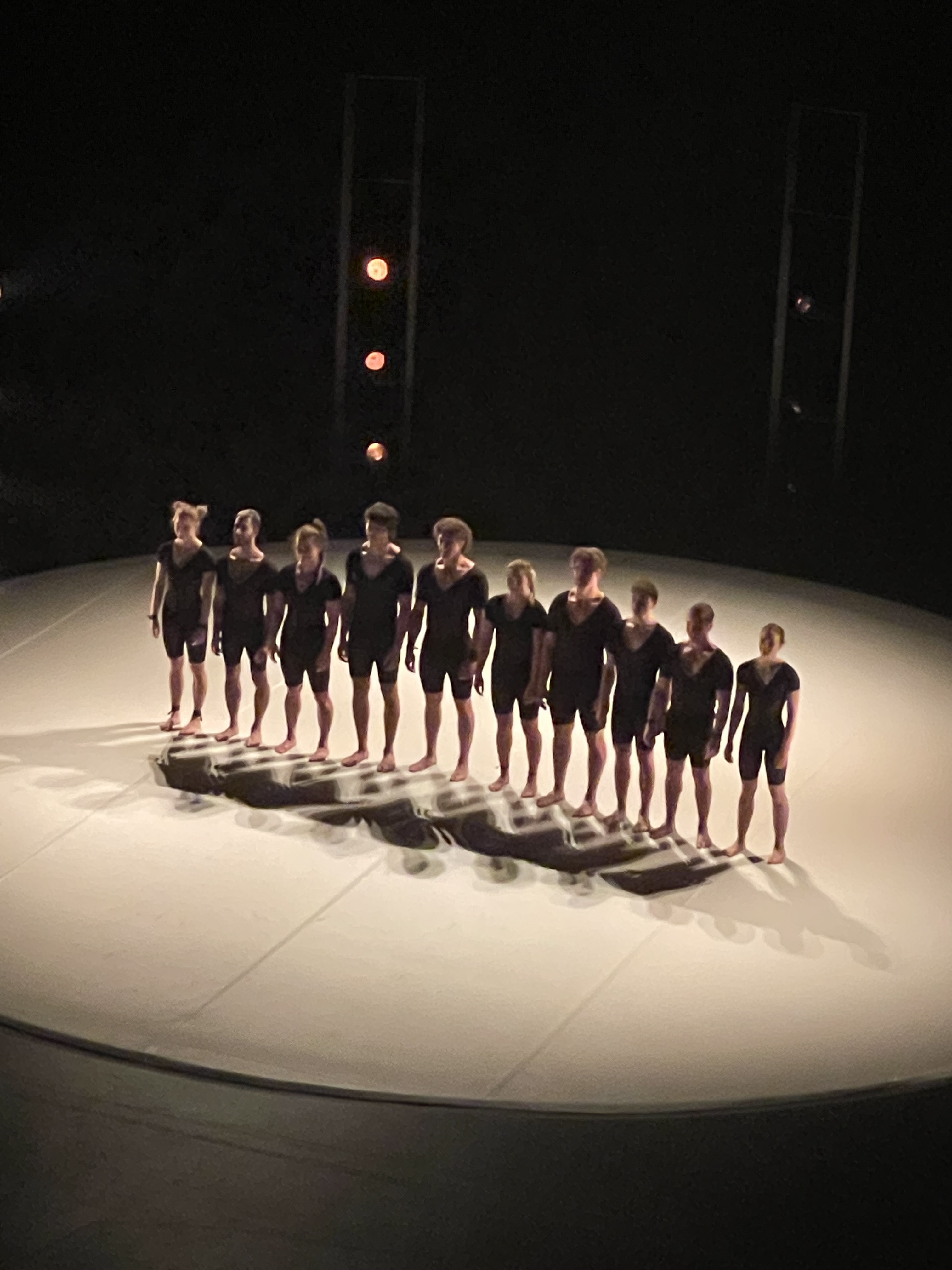
Humans 2.0 en Madrid (2024)